# 中华人民共和国第十一届运动会
中华人民共和国第十一届运动会于2009年10月16日至2009年10月28日在中华人民共和国山东省举办。本屆全運會雖設33個大項、43個分項、362個小項，但實質上比上屆全運會新增一個項目。其中4個冬季項目已于2009年1月至4月在瀋陽、長春及青島率先進行，而馬拉松項目則在北京舉行。
賽事合計頒發1,241面獎牌，最終東道主山東以63枚金牌、40枚銀牌及43枚銅牌的成績，排名獎牌榜之首，是自九運會外，第三個以東道主身份名列獎牌榜第一的代表團。另外，在本屆全運會上，有7人9次創超5項世界紀錄，3队12人21次創16項亞洲紀錄，5队29人52次創39項全國紀錄，5人12次創8項全國青年紀錄，當中游泳運動員劉子歌將女子200米蝶泳的世界紀錄提前兩秒，被賽會官方選為整屆賽事的亮點。但另一方面，是屆全運會亦出現了不少的爭議，如賽事中先後發現有三位運動員服食禁藥參賽、運動員不服裁決而拒絕離場，均為賽事蒙上污點。儘管如此，本屆賽事卻被外界稱為「中國的奧林匹克運動會」，反映了全國運動會的水平日漸提升。

## 背景
有意向申办第十一届全运会的省市包括浙江、湖北、陕西、北京、辽宁、山东，在申办期截止前除山东外各省市相继退出，山东成为唯一申办省份。2005年3月，国务院复函国家体育总局，正式批准山东承办第十一届全运会。

## 象徵

### 會徽
十一運會的會徽名為「和谐中华、活力山东」，是由11个运动人形所组成，象徵著第十一屆全運會。會徽中所有的五種顏色：红、黄、蓝、绿、黑，代表了北京奧運成功的伸廷，而會徽中的幾何圖形是源於山东濟南出土的戰國時期「错绿松石铜豆」上的「几何勾连雷纹」與西漢時期的「规矩纹铜镜」上的规矩纹饰，設計者認為這蘊含了山东民间传统文化的精神气质。
是屆全運會的會徽是公開征集。由2007年7月30日展開征集活動至9月15日截止期間，十一運會組委會共收到3040件作品，分別來自全國31個省市以及香港、澳門這兩個特別行政區。經過三次甄選後，勝出作品於2007年11月18日公開揭曉。

### 吉祥物與口號

泰山童子

本屆全國運動會的吉祥物徵集活動自2007年11月7日展開，最終結果於2008年10月14日對外公布。在共計464件應徵作品中，由「泰山童子」脫穎而出，成為本屆全運會的官方吉祥物。其設計靈感源於象徵堅毅與穩重的泰山石。據設計者表示，「泰山童子」象徵「生命之魂」、「健康與長壽」，同時展現了東道主的熱情好客以及中華兒女奮發向上的精神風貌。
「泰山童子」由山东工艺美术学院肖文津、姜军等人共同設計，其外形為擬人化的泰山石形象。
此外，本屆全運會的口號徵集亦於同日公布結果。在共收到的9700條應徵口號中，「和諧中國 全民全運」最終被選為大會官方口號。

### 獎牌
本屆全運會的獎牌名為璇宝。该奖牌由山东工艺美术学院的王晓峰、唐国峻、张培源、刘泽延四位教师和装潢系学生唐郁明组成的团队设计创作。
据十一运会组委会介绍，奖牌在设计上融合了大汶口文化的“玉璇玑”与“云纹”元素，体现出浓厚的中华传统文化底蕴。造型方面，部分结构采用了镂空处理，取消了传统奖牌中的附加挂环，使得奖牌可以直接通过镂空结构进行悬挂。奖牌正面的十一运会会徽图案中，镶嵌有八颗蓝宝石。设计团队表示，这一设计既展现出现代感，又充满韵律之美。

### 聖火傳遞

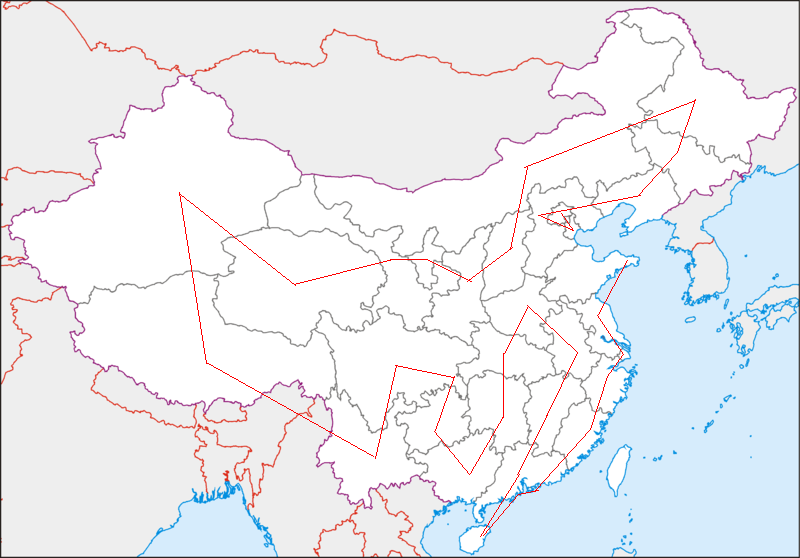
火炬将按照以下顺序传递：全国传递路线，北京→天津→河北石家庄→辽宁沈阳→吉林长春→黑龙江哈尔滨→内蒙古呼和浩特→山西太原→陕西西安→宁夏银川→甘肃兰州→青海西宁→新疆乌鲁木齐→西藏拉萨→云南昆明→四川成都→重庆→贵州贵阳→广西南宁→湖南长沙→湖北武汉→河南郑州→安徽合肥→江西南昌→广东广州→海南海口→澳门→香港→福建福州→浙江杭州→上海→江苏南京→山东青岛

本屆全運會的火炬名為「如意」。「如意」長69厘米，頂部為如意造型，並以金色和银色为主色，火炬的上半部分配以金色柳叶纹和深灰色如意条纹。出火口處亦采取荷花造型，有「东荷西柳」之意，這除了呼應全运会主场馆濟南奧林匹克體育中心體育場外，並突出了主办城市之一的济南的特色。
第十一屆全國運動會聖火火種2009年8月1日在泰山之巔採集，象徵「國泰民安」。北京奧運金牌得主張娟娟與王峰利用自然光取得聖火。8月16日全國人大常委會委員長吳邦國在北京人民大會堂東門外廣場燃點主火炬，聖火正式展開傳遞。
完成各省城的傳遞後，聖火會於山东境内傳遞，传递路线為﹕青岛→威海→烟台→潍坊→日照→临沂→枣庄→济宁→菏泽→聊城→德州→滨州→东营→淄博→莱芜→泰安→济南。火炬將在第十一屆全國運動會開幕前傳抵濟南主会场，並在10月16日開幕式上點燃聖火。

### 門票
十一運會的賽事、開幕式及閉幕式門票在2009年9月1日起於全國公開發售，統一由山東體育彩票管理中心獨家代理。山東以外的人士可通過電話與互聯網購處門票，每人每次只限購買門票一張。門票格價則由二十元至一百。

## 比赛项目
本屆全運會雖設33個比賽項目，實質上較上屆賽事新增一項，為自由式滑雪。另外，在362個小項中，共有5個為新增小項包括在足球項目中，本屆全運會增年齡組別，新設立青年組，使足球項目比去屆全運會新增兩個小項。除此以外，女子水球亦成為本屆全運會新增的小項。再加上男子個人自由式滑雪及女子個人自由式滑雪小項，共有5個新增小項。

## 开闭幕式
中华人民共和国第十一届运动会开幕式於2009年10月16日在濟南奧體中心體育場舉行，國家主席胡錦濤、國際奧委會主席羅格等出席開幕式；閉幕式於10月28日在濟南奧體中心體育館舉行，國務院總理溫家寶宣佈第十一屆全運會閉幕。

## 參與代表團
本屆全運會共有45個代表團、10805位運動員參與。當中，以廣東派出最多運動員，合共758人，其次為江苏，他們派出了745人參賽。至於派出人數最少的為電力體協，他們只派出1人參與跆拳道項目。下表為本屆參與全運會的代表團名單，代表團後的數字為派出運動員之數目﹕
| - 重慶 (139) - 香港 (230) - 上海 (716) - 寧夏 (89) - 解放軍 (638) - 湖北 (322) - 海南 (79) - 電力體協 (1) - 浙江 (520) - 西藏 (42) - 陝西 (250) - 內蒙古 (142) - 江西 (115) |  | - 黑龍江 (294) - 貴州 (182) - 北京 (628) - 雲南 (192) - 通信體協 (28) - 山西 (175) - 煤礦體協 (16) - 江蘇 (745) - 河南 (356) - 廣西 (211) - 澳門 (62) - 冶金體協 (10) - 天津 (395) |  | - 山東 (701) - 林業體協 (13) - 吉林 (158) - 河北 (442) - 廣東 (758) - 安徽 (178) - 新疆生產建設兵團 (3) - 四川 (569) - 青海 (51) - 遼寧 (699) - 火車頭體協 (18) - 航天體協 (3) |  | - 甘肅 (174) - 新疆 (174) - 水利江河體協 (4) - 前衛體協 (17) - 金融體協 (3) - 湖南 (203) - 航空體協 (2) - 福建 (344) |

## 比賽日程
本屆全運會競賽期歷時10個月，分為三個階段：
第一階段，2009年1月至4月。由於2010年冬季奧運會將於明年2月在加拿大溫哥華舉行，與本屆全運會只間隔3個多月的時間。国家体育总局從中國備戰冬奧會的實際需要出發，確定十一運會4個冬季項目的決賽全部提前舉行。已舉辦了冰雪項目4個大項、16個小項的比賽，佔全部小項的4.4%。
第二階段，2009年7月至10月16日。因部分夏季項目的世界錦標賽或國際重要賽事的時間與本屆全運會比賽時間衝突或相距較近，同時考慮到沙灘排球項目的氣候因素，國家體育總局確定把這些項目的決賽安排在開幕式前舉行。共計15個項目、80小項的比賽，佔全部小項的22.1%。
第三階段，2009年10月16日全運會開幕至10月28日閉幕。將舉辦39個項目、266個小項的比賽，佔全部小項的73.5%。部分跨開幕式時間舉辦的項目，按比賽結束時間統計在這一時段之内。
| 第十一屆全國運動會各項目決賽時間、地點 | 第十一屆全國運動會各項目決賽時間、地點 | 第十一屆全國運動會各項目決賽時間、地點 |
| 項目                                   | 決賽時間                               | 決賽地點                               |
| -------------------------------------- | -------------------------------------- | -------------------------------------- |
| 速度滑冰                               | 1月1日-4日                             | 瀋陽                                   |
| 自由式滑雪                             | 1月3日-5日                             | 長春                                   |
| 短道速度滑冰                           | 4月3日-5日                             | 青島                                   |
| 花樣滑冰                               | 4月9日-12日                            | 青島                                   |
| 網球團體賽                             | 7月18日-26日                           | 濟南                                   |
| 足球男子20歲以下組                     | 7月22日-8月1日                         | 濟南、青島、泰安、淄博                 |
| 手球女子                               | 9月11日-20日                           | 威海                                   |
| 體操                                   | 9月14日-21日                           | 濟南                                   |
| 劍擊                                   | 9月16日-23日                           | 青島                                   |
| 沙灘排球                               | 9月16日-27日                           | 青島                                   |
| 乒乓球                                 | 9月24日-10月2日                        | 青島                                   |
| 跆拳道                                 | 9月9日-12日                            | 棗莊                                   |
| 跳水                                   | 10月3日-12日                           | 濟南                                   |
| 排球女子                               | 10月3日-12日                           | 濟南、東營、濰坊、萊蕪                 |
| 足球女子青年組                         | 10月6日-14日                           | 威海、榮成                             |
| OP帆船                                 | 10月9日-12日                           | 青島                                   |
| 彈床                                   | 10月12日-14日                          | 濟南                                   |
| 武術套路                               | 10月12日-14日                          | 濱洲                                   |
| 三項鐵人                               | 10月14日-15日                          | 威海                                   |
| 羽毛球                                 | 10月8日-18日                           | 青島                                   |
| 籃球女子                               | 10月10日-18日                          | 青島、煙台、臨沂、濰坊                 |
| 曲棍球女子                             | 10月10日-18日                          | 濟南                                   |
| 武術散打                               | 10月14日-17日                          | 菏泽                                   |
| 賽艇                                   | 10月15日-20日                          | 日照                                   |
| 單車                                   | 10月15日-27日                          | 濟南                                   |
| 水球女子                               | 10月16日-20日                          | 濟南                                   |
| 足球男子16歲以下組                     | 10月16日-26日                          | 濟南、泰安、淄博                       |
| 足球女子成年組                         | 10月17日-27日                          | 青島、棗莊、濰坊                       |
| 花樣游泳                               | 10月17日-20日                          | 青島                                   |
| 皮划艇激流回旋                         | 10月17日-20日                          | 日照                                   |
| 藝術體操                               | 10月17日-20日                          | 德州                                   |
| 舉重女子                               | 10月17日-20日                          | 濟南                                   |
| 射擊                                   | 10月17日-22日                          | 濟南                                   |
| 摔跤                                   | 10月17日-22日                          | 濟南                                   |
| 射箭                                   | 10月17日-23日                          | 青島                                   |
| 游泳                                   | 10月17日-24日                          | 濟南                                   |
| 帆船                                   | 10月17日-25日                          | 日照                                   |
| 帆板                                   | 10月17日-25日                          | 日照                                   |
| 壘球                                   | 10月17日-25日                          | 濟南                                   |
| 棒球                                   | 10月17日-27日                          | 濟南                                   |
| 馬拉松                                 | 10月18日                               | 北京                                   |
| 馬術                                   | 10月18日-27日                          | 濟南                                   |
| 手球男子                               | 10月18日-27日                          | 威海                                   |
| 排球男子                               | 10月18日-27日                          | 濟南、青島、淄博、泰安                 |
| 拳擊                                   | 10月19日-26日                          | 濟南                                   |
| 網球單項賽                             | 10月19日-27日                          | 濟南                                   |
| 柔道                                   | 10月19日-26日                          | 濱州                                   |
| 籃球男子                               | 10月20日-28日                          | 濟南、聊城、濟寧、德州                 |
| 曲棍球男子                             | 10月20日-28日                          | 濟南                                   |
| 田徑                                   | 10月21日-26日                          | 濟南                                   |
| 水球男子                               | 10月21日-27日                          | 濟南                                   |
| 舉重男子                               | 10月23日-26日                          | 濟南                                   |
| 現代五項                               | 10月23日-27日                          | 煙台                                   |
| 皮划艇靜水                             | 10月24日-27日                          | 日照                                   |
| 速度賽馬                               | 10月26日                               | 濟南                                   |

## 比賽場館
本屆全運會以济南奥体中心體育場為主場館，主辦開幕式、閉幕式、田徑與足球賽事。另外，由於山東省欠缺冬項項目比賽場館，加上氣候問題，速度滑冰與自由式滑雪分別在瀋陽和長春舉行。同時，基於國家體育總局的規定，馬拉松會在北京舉行。下列為第11屆全運會的比賽場館：
| 項目           | 賽區 | 競賽場館                                                         |
| -------------- | ---- | ---------------------------------------------------------------- |
| 速度滑冰       | 瀋陽 | 沈阳解放军冰上训练基地                                           |
| 自由式滑雪     | 長春 | 长春莲花山滑雪场                                                 |
| 網球           | 濟南 | 濟南奧體中心網球館(場)                                           |
| 男子足球       | 濟南 | 山東省體育中心體育場、外場(準決賽及1-4名決賽)                    |
| 體操           | 濟南 | 濟南奧體中心體育館                                               |
| 跳水           | 濟南 | 濟南奧體中心游泳跳水館                                           |
| 女子排球       | 濟南 | 濟南市章丘體育館(1-8名決賽)                                      |
| 蹦床           | 濟南 | 濟南奧體中心體育館                                               |
| 女子舉重       | 濟南 | 濟南皇亭體育館                                                   |
| 國際式摔跤     | 濟南 | 濟南市歷城區體育館                                               |
| 游泳           | 濟南 | 濟南奧體中心游泳館                                               |
| 馬術           | 濟南 | 濟南市歷城區賽馬場                                               |
| 拳擊           | 濟南 | 山東省交通學院(長清校區)體育館                                   |
| 田徑           | 濟南 | 濟南奧體中心體育場                                               |
| 山地單車       | 濟南 | 濟南千佛山公園                                                   |
| 男子舉重       | 濟南 | 濟南皇亭體育館                                                   |
| 公路單車       | 濟南 | 濟南南郊                                                         |
| 男子排球       | 濟南 | 濟南市章丘體育館(1-8名決賽)                                      |
| 速度賽馬       | 濟南 | 濟南市歷城區賽馬場                                               |
| 曲棍球         | 省屬 | 山東省體育局訓練中心曲棍球場                                     |
| BMX小輪車      | 省屬 | 山東省體育局訓練中心自行車小輪車場                               |
| 水球           | 省屬 | 山東省體育中心游泳館                                             |
| 男子足球 (U16) | 省屬 | 山東省體育中心體育場、外場 （小組賽、1/4決賽、1-4名決賽）        |
| 場地單車       | 省屬 | 山東省體育局訓練中心自行車館                                     |
| 射擊           | 省屬 | 山東省體育局訓練中心射擊館、飛碟靶場                             |
| 壘球           | 省屬 | 山東省體育局訓練中心壘球場                                       |
| 棒球           | 省屬 | 山東省體育局訓練中心棒球場                                       |
| 男子籃球       | 省屬 | 山東省體育局訓練中心曲棍球場(1-8名決賽)                          |
| 短速速滑       | 青島 | 青島國信體育館                                                   |
| 花樣滑冰       | 青島 | 青島國信體育館                                                   |
| 男子足球       | 青島 | 青島弘城体育场、青島天泰体育场(小組賽、1/4決賽)                  |
| 劍擊           | 青島 | 青島大學體育館                                                   |
| 沙灘排球       | 青島 | 青島市黃島區金沙灘沙排場                                         |
| 乒乓球         | 青島 | 青島國信體育館                                                   |
| 羽毛球         | 青島 | 青島國信體育館                                                   |
| OP帆船         | 青島 | 青島奧林匹克帆船中心                                             |
| 女子籃球       | 青島 | 中國海洋大學(嶗山校區)體育館(1-8名決賽)                          |
| 花樣游泳       | 青島 | 青島國信游泳館                                                   |
| 射箭           | 青島 | 青島市體育運動學校射箭場                                         |
| 女子足球       | 青島 | 青島弘城体育场、青島天泰体育场(小組賽、1/4決賽、1-4名決賽)       |
| 男子排球       | 青島 | 中國石油大學(華東青岛校区)體育館(小組賽)                         |
| 男子足球       | 淄博 | 淄博市體育中心體育場、臨淄區體育場(小組賽、1/4決賽、5-8名決賽)   |
| 男子足球(U16)  | 淄博 | 淄博市體育中心體育場、臨淄區體育場(小組賽、1/4決賽、5-8名決賽)   |
| 男子排球       | 淄博 | 淄博市桓台體育館(9-12名決賽)                                     |
| 跆拳道         | 棗莊 | 棗莊滕州體育中心體育館                                           |
| 女子足球       | 棗莊 | 棗莊滕州奧體中心體育場、滕州一中體育場(小組賽、9-12名決賽)       |
| 女子排球       | 東營 | 中國石油大學(華東東營校区)體育館(小組賽)                         |
| 女子籃球       | 煙台 | 煙台大學體育館(小組賽)                                           |
| 現代五項       | 煙台 | 煙台市體育公園游泳館、射擊館、擊劍館、牟平區賽馬場               |
| 女子排球       | 濰坊 | 濰坊學院體育館                                                   |
| 女子籃球       | 濰坊 | 濰坊一中體育館                                                   |
| 女子足球       | 濰坊 | 濰坊市體育中心體育場、濰坊學院體育場(小組賽、1/4決賽、5-8名決賽) |
| 男子籃球       | 濟寧 | 濟寧市體育館(小組賽)                                             |
| 男子足球       | 泰安 | 泰安市體育中心體育場、泰山學院體育場(小組賽、9-12名)             |
| 男子足球(U16)  | 泰安 | 泰安市體育中心體育場、泰山學院體育場(小組賽、9-12名)             |
| 男子排球       | 泰安 | 山東農業大學(南校區)體育館(小組賽)                               |
| 女子手球       | 威海 | 威海市商業銀行體育館                                             |
| 女子足球(U18)  | 威海 | 威海市體育中心體育場(小組賽、5-8名決賽)                          |
| 女子足球(U18)  | 威海 | 威海榮成市體育中心體育場(小組賽、1-4名決賽)                      |
| 三項鐵人       | 威海 | 威海市國際海水浴場                                               |
| 男子手球       | 威海 | 威海市商業銀行體育館                                             |
| 賽艇           | 日照 | 日照奧林匹克水上公園                                             |
| 激流回旋       | 日照 | 日照激流迴旋賽場                                                 |
| 帆船           | 日照 | 日照世帆賽基地                                                   |
| 帆板           | 日照 | 日照世帆賽基地                                                   |
| 皮划艇         | 日照 | 日照奧林匹克水上公園                                             |
| 女子排球       | 萊蕪 | 萊蕪體育公園綜合體育館(小組賽)                                   |
| 女子籃球       | 臨沂 | 臨沂市體育館(小組賽)                                             |
| 藝術體操       | 德州 | 德州體育中心體育館                                               |
| 男子籃球       | 德州 | 德州體育中心體育館(9-12名決賽)                                   |
| 男子籃球       | 聊城 | 聊城體育公園體育館(小組賽)                                       |
| 武術套路       | 濱州 | 濱州市奧體公園體育館                                             |
| 柔道           | 濱州 | 濱州市奧體公園體育館                                             |
| 武術散打       | 菏澤 | 菏澤演武樓                                                       |
| 馬拉松         | 北京 | 北京國際馬拉松賽                                                 |

## 賽事焦點
本屆全運會共設33個項目，當中包括短道速滑、花样滑冰、速度滑冰與自由式滑雪4個冬季項目，由於國際性賽事檔期的關係，該4項項目會於第一階段，即2009年1月最先進行，至4月結束。至於女子手球、劍擊、跳水等項目亦因為世界錦標賽的展開而提早於第二階段(7月至9月初)舉行，其餘項目則在開幕式後舉行，稱之為第三階段。

### 開幕式前

#### 第一階段 - 1月至4月
第一階段為冬季項目，賽事會於元旦起舉行，至4月完成：
- 速度滑冰：本屆全運會的首面金牌產生，寧夏的于静於女子短距離全能小項贏得金牌，是寧夏近20年首面的全運會金牌[22]；而銀牌和銅牌分別由黑龍江的任慧與王北星摘下[23]。
- 速度滑冰：黑龍江的于凤桐以總分143.880分奪得男子短距離小項的金牌。當中張耀霖為浙江取得一面銀牌，是自全運會設有冬季項目以來首位取得該項目獎牌的江南運動員[24]。
- 速度滑冰：女子全能小項的金牌和銀牌分別由解放軍的王霏與吉佳所得，她們分別以168.344分與169.809分贏得金、銀牌[25]。
- 速度滑冰：本屆全運會速度滑冰的最後一面金牌由吉林的孫龍將於男子全能小項贏得，他於最後一項的比賽中反超前黑龍江的金鑫，以161.371分奪得金牌[26]。
- 自由式滑雪：來自遼寧的李科於男子空中技巧小項爆冷力壓世界錦標賽冠軍與都靈冬季奧運金牌得主韩晓鹏掄元，其隊友贾宗洋則取得銅牌[27]。
- 自由式滑雪：解放軍選手趙珊珊勇奪女子空中技巧項目金牌。
- 短道速滑：世界冠軍王濛於女子500米小項以43秒522為黑龍江贏得一面金牌，而銀牌和銅牌分別由劉秋宏與周洋取得[28]。
- 短道速滑：黑龍江的馬云峰於男子500米小項中掄元。當中，銅牌得主為來自河北的于继洋，這是河北於本屆全運會的首面獎牌[29]。
- 短道速滑：黑龍江於男、女接力小項中分別以4分13秒918及7分04秒032奪得金牌。為期三日的短道速滑項目結束，黑龍江包辦該項目的全部6面金牌[30][31]。
- 花樣滑冰：張丹、張昊組合於雙人滑中以一個三周接两周半连跳取得206.54分，成功蟬聯該小項的金牌，而龐清、佟健則屈居亞軍[32]。
- 花樣滑冰：山東的劉艷於女子單人滑中以210.83分掄元，這除了是本屆全運會中東道主奪得的首面金牌外，更是山東於歷屆全運會中的第一面冬季項目金牌[33][34]。
- 花樣滑冰：男子個人滑中，黑龍江分別由李成江、吴家亮、杨超包辦當中的三面獎牌。賽後，三屆冠軍李成江宣布退役[35]。

#### 第二階段 - 7月至10月12日
由於如世界女子手球錦標賽會於十一運會開幕式後舉行，故部份項目會提前進行：
- 網球：女子團體小項率先於7月18日展開，代表四川的國家隊成員鄭潔和晏紫以3-0輕取山西[36]。
- 足球：有主場之利的山東於男子甲組小項旗開得勝，以3-1戰勝四川隊[37]。
- 網球：以鄭潔為主力的四川隊於準決賽以1-2不敵由彭帅和张帅為代主的天津隊，未能晉身半決賽[38]。
- 網球：江蘇於男子團體小項決賽中以2-0擊敗湖北，為江蘇再添一面金牌[39]。
- 足球：足球甲组决赛于8月1日举行，上海队3比0胜广东队，事隔26年再夺冠[40][41]。
- 跆拳道：於9月11日進行的男子80公斤級小項中，來自山東的趙林於淘汰賽中爆冷勝戰於北京奧運取得銅牌的朱國，並於決賽中擊敗同是國家隊的王浩，摘下一面金牌[42]。
- 手球：女子手球賽事提前於9月11日展開，開幕戰中擁有多名國手的安徽大勝新疆。
- 跆拳道：國家隊成員羅微在女子67公斤級小項決賽中勝出，為北京摘下本屆全運會的第一面金牌[43]。
- 手球：東道主山東於第4輪的小組賽中以兩球險勝廣東，四戰全勝，提出出線半決賽[44]。
- 擊劍：擊劍項目展開，於男子個人重劍小頁中，國家隊成員兼賽前大熱解永俊爆冷於淘汰賽首圈出局，無緣獎牌。
- 體操：由黃旭等成員組成的廣東於男子團體賽中以265.765分的成績，贏得金牌，是全運會歷來首隊於此小項奪得三連冠的代表團。
- 擊劍：來自江蘇的肖愛華於女子花劍小項決賽輕取對手，摘下一金，這是她五次於該小項贏得金牌[45]。
- 體操：擁有楊伊琳、李珊珊等國家隊隊員助陣的廣東隊於團體項目以0.025分不敵上海，未能於團體小項再下一城[46]。
- 手球：解放軍於決賽中以一球險勝安徽，摘下本屆全運會首面的球類運動項目金牌[47]。
- 體操：鄒凯在單杠決賽中以15.250分贏得金牌，是目前唯一一位於全運會奪得兩面金牌的運動員[48]。
- 沙灘排球：王菲/田佳組合於女子組決賽中以局數2-1力克對方，為解放軍摘下第20面金牌[49] 。
- 乒乓球：王皓於男單決賽中以局數4-2反勝馬龍，奪得他第一面的全運會金牌[50]。
- 跳水：於女子團體小項中，四川力壓有郭晶晶助陣的河北，以59分的優勢衛冕金牌[51]。
- 跳水：第四次參加全運會的吳敏霞於女子雙人三米跳板小項中贏得金牌，這是她12年來的第一面全運會金牌[52] 。

### 開幕式後

#### 第一日
- 自行車：來自河北的李雪妹於女子500米計時賽中以破亞洲及全國紀錄的33秒898贏得了開幕式後的首面金牌[53]。
- 舉重：湖南選手王明娟於女子48公公級小項決賽中以總成績220公印贏得金牌，同時她刷新了多個的世界紀錄與亞洲紀錄[54]。
- 羽毛球：浙江的王琳於決賽中反勝江蘇代表王適嫻2-1，贏得了本屆全運會第一面的個人羽毛球賽事的金牌[55]。
- 射擊：於女子50米三姿步槍賽事中，陝西的武柳希以688.3環奪得金牌，至於為中國於雅典奧運摘下首金的杜麗意外失落獎牌[56]。
- 射擊：已參加過七次全運會的高娥於女子多向飛碟小項以47歲的高齡獲得銀牌，是目前年紀最大的獎牌得主[57]。
- 武術散打：世界冠軍、陕西名将敖特根巴特尔在男子77.5分斤級小項以2-0擊敗山東對手，成為該小項的金牌得主[58]。
- 摔跤：摔跤項目正式展開，首日賽事中，三面金牌分别由江西、北京與湖北三隊瓜分[59] 。
- 游泳：女子4x100自由游由上海包辦金牌。賽後，該小項的國家隊、上海隊成員朱颖文宣佈退役[60]。
- 游泳：北京奧運與世界游泳錦標賽冠軍張琳於男子400米自由游贏得他於是屆全運會的第一金。賽事，他曾表示希望取得六面金牌[61]。

#### 第二日
- 田徑：於世界田徑錦標賽掄元的馬拉松運動員白雪在全運會再下一城，是她於本年內的第二個錦標[62]。
- 射箭：為中國贏得首面個人射箭奧運金牌的張娟娟於本屆全運會女子個人賽中被浙江選手淘汰出局，無緣16強[63]。
- 馬術：盛裝舞步團體賽，廣東力克新疆成功衛冕冠軍[64]。
- 籃球：解放軍以22分之差輕取遼寧掄元，這面金牌是自五運會後，解放軍女隊的第七面籃球項目金牌[65]。
- 摔跤：北京奧運銀牌得主常永祥於男子古典式74公斤級決賽以4分優勢戰勝踐手，繼十運會後再次封王[66]。

#### 第三日
- 射擊：內蒙古於男子團體10米氣手槍小項摘金，這是他們於本屆全運會的首面金牌[67]。
- 馬術：新疆代表劉麗娜於盛裝舞步個人賽中以5分之差力克廣東，奪得她第一面的全運會獎牌[68]。
- 舉重：首次參與全運會的祁希慧於女子75公斤級以上小項贏得金牌，為湖南再添一金。至於國家隊成員穆爽爽僅取得第三[69]。
- 賽艇：東道主山東於女子八人单桨有舵手小項以6分13秒21的成绩奪冠[70]。
- 游泳：於男子4x200米自由泳的決賽中，上海隊以3秒的時間壓倒北京，令張琳無法完成其「六金夢」[71]。
- 射箭：於90年代後出生的祝珊珊於女子個人決賽擊敗來自新疆的對手。致於同日進行的銅牌賽則由前國家隊成員钱佳灵勝出[72]。
- 柔道：廣東的冼東妹於女子52公斤級決賽以一個「有效」取得勝利，重奪失落一屆的全運會金牌[73]。
- 自行車：由4人組成的山東隊於男子團體追逐刷新亞洲及全國記錄的速度下，贏得了該小項的金牌[74]。
- 皮划艇激流迴旋：廣東組合胡明海／舒俊榕於男子雙人艇以最快速度完成賽事，摘下金牌。同日進行的男子單人艇上，山東則奪得他們全運會歷史上第一面的皮划艇激流迴旋項目金牌[75]。
- 水球：天津隊於最後一戰戰勝廣西，以四戰四勝的成績贏得冠軍[76]。
- 花樣游泳：於2009年世界游泳錦標賽贏得首面花樣游泳錦標的姐妹組合蔣文文、蔣婷婷在女子雙人賽力壓對手，首奪全運會殊榮[77]。

#### 第四日
- 田徑：河南的田梦旭於男子10000米賽事力壓大熱杨定宏、董国建等大熱，拿下一面金牌[78]。
- 藝術體操：以國家隊為骨幹的遼寧在團體全能賽以50.300分排名第一，摘下本屆全運會最後一面的藝術體操金牌[79] 。
- 游泳：代表上海出戰的劉子歌於女子200米碟泳憑超世界紀錄2秒的成績贏得金牌，是首位於全運會打破世界記錄的泳手[80]。
- 網球：女子單打第二圈賽事，李娜因傷退出，無緣爭奪獎牌[81]。
- 拳擊：國家隊成員夏文杰於男子64公斤級首輪賽事因傷無法完成賽事，提前出局，無緣取得生涯中的首面全運會獎牌。

#### 第五日
- 射擊：代表上海的金迪在男子雙向飛碟賽事中以142中的成績摘下是屆全運會最後一面的射擊項目金牌[82]。
- 田徑：男、女子100米飛人誕生，金牌分別由江蘇的陸斌及福建的王靜所瓜分[83]。
- 射箭：女子團體決賽，雲南以1環之差險勝上海，首度贏得此殊榮。
- 游泳：為解放軍出戰的齊暉於女子200米蛙泳以破亞洲記錄的2分21秒37奪冠[84]。
- 田徑：兩個月於世界田徑鎬標賽奪得男子競走冠軍的王浩於十一運會的20公里競走再下一城，為內蒙古再添金牌[85]。
- 自行車：女子山地越野賽金牌由全國排名第一的江蘇車手任成远奪得，她以領先銀牌得主一圈的情況下成為冠軍[86]。

#### 第六日
- 柔道：傳統柔道強隊天津由於主力傷出的關係，與多個小項的金牌無緣。在賽事的第三日，窦书梅於女子70公斤級決賽勝出，終為這傳統強隊摘下一金[87]。
- 田徑：於1992年出生，現時17歲的陆敏佳於女子跳遠以6米74掄元，是目前最年輕的田徑項目金牌得主[88]。
- 射箭：於男子團體八強賽戲劇性出線的內蒙古以6環之差力壓大熱新疆，首奪射箭金牌[89]。
- 馬術：歷經三日的競爭，上海因廣東的犯錯，反勝後者，贏得冠軍[90]。
- 游泳：山東的陈倩以破亞洲紀錄的8分20秒36首到終點，贏得了女子800米自由泳的金牌[91]。
- 拳擊：代表前衛體協的李超於51公斤級八強賽中淘汰上屆該小項的金牌得主楊波，晉身半決賽。由於拳擊項目沒有銅牌賽的關係，他已肯定為前衛取得一面獎牌。

#### 第七日
- 柔道：雅典奧運銀牌得主刘霞於女子無差別級決賽擊敗本年世界錦標賽冠軍刘欢缘，贏得她第一面的全運會獎牌[92]。
- 網球：女子單打八強賽，3號種子張帥以局數2:0擊敗2號種子鄭潔，出線半決賽[93]。
- 自行車：自行車項目的公路賽於本日舉行，來自山東的李富玉以53分45秒928贏得金牌[94]。
- 田徑：第五度參與全運會的李少杰於男子鐵餅決賽於最後一擲反勝吴健，第四次戴上金牌[95]。
- 棒球：上屆賽事的金牌得主天津與取得銅牌的解放軍於半決賽對壘。最終後者以2-0戰勝對手。

#### 第八日
- 排球：衛冕冠軍上海於半決賽以局數3-0淘汰江蘇，晉身決賽[96]。
- 足球：東道主山東憑杨阔与吴兴涵的進入，以2-1擊敗遼寧，闖進決賽。
- 田徑：雅典奧運金牌得主劉翔於男子110米欄以13秒34首到終點，贏得他自傷癒復出後的第一個冠軍[97]。
- 現代五項：連續三屆全運會贏得金牌的钱震华於本屆賽事僅取得排七，無緣獎牌。最終，金牌由廣東的王冠取得[98]。
- 自行車：女子公路團體賽，山東以1小时5分48秒479完成比賽，摘下一金[99]。
- 網球：李喆/彭帥組合於混雙決賽反勝北京组合于欣源／刘婉婷，拿下開幕式後第一面的網球項目金牌[100]。

#### 第九日
- 田徑：接力賽展開，廣東隊包辦了4x400男、女子小項的金牌[101]。
- 自行車：代表香港出戰男子個人公路賽的黃金寶於賽事中以5小时35分09率先到達終點，為香港取得本屆全運會的首面金牌[102]。
- 拳擊：拳擊項目的決賽於本日進行。最終，十位代表中國迎戰北京奧運的運動員都贏得獎牌，當中七面為金牌[103]。
- 足球：由中超球會山東魯能為骨幹的山東隊於男子U16決賽以4-1大破遼寧，成為該小項的金牌得主[104]。
- 皮划艇：北京奧運金牌得主楊文軍於男子雙人1000米決賽不敵廣東組合，無法衛冕[105]。
- 壘球：遼寧於決賽以4-0挫下廣東，於賽事中封后[106]。

#### 第十日
- 網球：代表天津的彭帥於女單決賽再下一城，贏得金牌[107]。包括她之前已奪得女團、女雙和混雙的冠軍，她合共拿下4面金牌，除了是本屆全運會贏得最多金牌的運動員外，更是自全運會加入網球項目後首位包辦4面金牌的球手[108]。
- 足球：遼寧憑馬曉旭於賽事最後一刻的入球以1-0戰勝江蘇，奪得女子足球項目的金牌[109]。
- 馬術：香港代表林立信以「零罰分」的成績力壓廣東代表，贏得香港於是屆全運會第二面金牌，並刷新了香港於歷屆全運會的最佳成績[110]。
- 網球：上海小將吳迪於男單決賽擊敗國家隊成員曾少眩，贏得一面金牌[111]。
- 排球：衛冕冠軍上海於男子組決賽以局數3-0力挫解放軍，第三度贏得該小項的金牌[112]。
- 手球：男子手球決賽，江蘇以8分的距離擊敗山東，摘下該小項的金牌[113]。
- 水球：廣東於決賽中以二分險勝上海，阻止後者四度封王，成為冠軍[114]。
- 棒球：上屆賽事無緣獎牌的廣東決賽中以5-3取勝，贏得他們歷史上首面的棒球金牌[115]。

#### 第十一日
- 籃球：廣東憑朱芳雨攻入43分，最終令球隊以81-76戰勝山東，首度贏得籃球項目的冠軍[116]。
- 曲棍球：遼寧於決賽中以3-1力克內蒙古，摘下了本屆全運會的最後一面金牌[117]。

## 奖牌榜和积分榜
与前几届全运会一样，本届全运会奖牌榜和积分榜不仅计算本次运动会取得的成绩，也把上届夏季奥运会与上届冬季奥运会的獎牌计算在内。同时，由于部份代表团拥有两次计分的运动员(如代表解放军，原籍为广东)，为防运动员作弊，对直接交手、对抗类项目的两次计分运动员进行附加限制，如两次计分运动员与原输送单位运动员在决定名次的比赛中相遇，则实行两次计分的运动员只能按所获名次积分的50%统计给运动员的原输送单位，包括夺得金牌，也只能算半面。
最後更新於2009年10月29日：
| 排名 | 代表团     | 金牌 | 銀牌 | 銅牌 | 总数  |
| ---- | ---------- | ---- | ---- | ---- | ----- |
| 1    | 山东       | 63   | 44   | 46   | 153   |
| 2    | 解放軍     | 49   | 39   | 40   | 128   |
| 2    | 江蘇       | 48.5 | 37   | 36   | 121.5 |
| 3    | 辽宁       | 48   | 46   | 34   | 128   |
| 4    | 上海       | 41   | 34   | 45.5 | 120.5 |
| 5    | 广东       | 45   | 45.5 | 39.5 | 130   |
| 6    | 北京       | 30   | 20   | 29   | 79    |
| 7    | 黑龙江     | 23.5 | 23   | 18.5 | 65    |
| 8    | 天津       | 23   | 14   | 15.5 | 52.5  |
| 9    | 福建       | 19   | 11   | 21   | 51    |
| 10   | 湖南       | 18   | 10.5 | 6    | 34.5  |
| 11   | 浙江       | 16   | 27   | 25   | 68    |
| 12   | 四川       | 13.5 | 21   | 26   | 60.5  |
| 13   | 河北       | 13   | 13   | 19.5 | 45.5  |
| 14   | 安徽       | 13   | 12.5 | 6    | 34.5  |
| 15   | 湖北       | 12   | 7.5  | 15   | 34.5  |
| 16   | 江西       | 10.5 | 7.5  | 7    | 25    |
| 17   | 山西       | 9    | 7    | 12   | 28    |
| 18   | 陕西       | 9    | 6    | 4.5  | 20.5  |
| 19   | 吉林       | 7.5  | 9    | 13   | 29.5  |
| 20   | 河南       | 7.5  | 6.5  | 8    | 22    |
| 21   | 广西       | 7    | 4    | 3.5  | 15    |
| 22   | 内蒙古     | 7    | 4.5  | 8.5  | 20    |
| 23   | 贵州       | 3    | 5    | 3    | 11    |
| 24   | 雲南       | 3    | 4.5  | 4    | 11.5  |
| 25   | 前衛體協   | 2    | 4    | 2    | 8     |
| 26   | 火車頭體協 | 2    | 2    | 2    | 6     |
| 27   | 香港       | 2    | 1    | 4    | 7     |
| 28   | 重庆       | 2    | 0    | 5    | 7     |
| 29   | 新疆       | 1.5  | 5.5  | 7.5  | 14.5  |
| 30   | 甘肅       | 1    | 2.5  | 7    | 10.5  |
| 31   | 宁夏       | 1    | 1    | 4    | 6     |
| 32   | 青海       | 0    | 1    | 2    | 3     |
| 33   | 西藏       | 0    | 0    | 2.5  | 2.5   |
| 34   | 海南       | 0    | 0    | 2    | 2     |
| 34   | 通信體協   | 0    | 0    | 2    | 2     |
| 总计 | 总计       | 551  | 476  | 529  | 1556  |

| 排名 | 代表团       | 总分    |
| ---- | ------------ | ------- |
| 1    | 山東         | 3220    |
| 2    | 廣東         | 2827.25 |
| 2    | 解放军       | 2656    |
| 3    | 江蘇         | 2679    |
| 4    | 遼寧         | 2574.5  |
| 5    | 上海         | 2547.25 |
| 6    | 北京         | 1753    |
| 7    | 四川         | 1563.5  |
| 8    | 浙江         | 1515    |
| 9    | 河北         | 1305    |
| 10   | 黑龍江       | 1302.5  |
| 11   | 天津         | 1081.5  |
| 12   | 福建         | 996.5   |
| 13   | 湖北         | 848     |
| 14   | 河南         | 783     |
| 15   | 湖南         | 756.5   |
| 16   | 安徽         | 736.5   |
| 17   | 吉林         | 718     |
| 18   | 山西         | 567     |
| 19   | 陝西         | 537     |
| 20   | 江西         | 464     |
| 21   | 內蒙古       | 422.75  |
| 22   | 廣西         | 413.75  |
| 23   | 雲南         | 368.25  |
| 24   | 新疆         | 341     |
| 25   | 香港         | 332     |
| 26   | 甘肅         | 317.25  |
| 27   | 重庆         | 252.5   |
| 28   | 貴州         | 212.75  |
| 29   | 寧夏         | 154     |
| 30   | 前衛體協     | 115.5   |
| 31   | 火車頭體協   | 98.5    |
| 32   | 海南         | 96      |
| 33   | 青海         | 81      |
| 34   | 西藏         | 70.25   |
| 35   | 通信體協     | 40.5    |
| 36   | 煤礦體協     | 20      |
| 37   | 澳門         | 17      |
| 38   | 金融體協     | 15      |
| 39   | 冶金體協     | 13.5    |
| 40   | 電力體協     | 6.5     |
| 41   | 航天體協     | 6       |
| 41   | 水利江河體協 | 5       |
| 总计 | 总计         | 34830   |

## 紀錄

### 破紀錄
- 世界紀錄﹕

| 日期     | 專項 | 專項               | 運動員   | 代表團 | 成績     |
| -------- | ---- | ------------------ | -------- | ------ | -------- |
| 10月17日 | 舉重 | 女子48公斤級總成績 | 王明娟   | 湖南   | 220公斤  |
| 10月17日 | 舉重 | 女子48公斤級總成績 | 楊煉     | 湖南   | 218公斤  |
| 10月17日 | 舉重 | 女子53公斤級總成績 | 李萍     | 湖南   | 233公斤  |
| 10月17日 | 舉重 | 女子53公斤級總成績 | 李萍     | 湖南   | 235公斤  |
| 10月18日 | 舉重 | 女子63公斤級總成績 | 管新蕾   | 江蘇   | 265公斤  |
| 10月18日 | 舉重 | 女子63公斤級總成績 | 歐陽曉芳 | 遼寧   | 265公斤  |
| 10月18日 | 舉重 | 女子63公斤級總成績 | 歐陽曉芳 | 遼寧   | 262公斤  |
| 10月21日 | 游泳 | 女子200米蝶泳      | 劉子歌   | 上海   | 2分1秒81 |
| 10月24日 | 舉重 | 男子69公斤級總成績 | 廖輝     | 湖北   | 358公斤  |

- 亞洲紀錄﹕

| 日期     | 專項   | 專項                | 運動員 | 代表團 | 成績      |
| -------- | ------ | ------------------- | ------ | ------ | --------- |
| 10月17日 | 自行車 | 女子500米計時賽     | 李雪妹 | 河北   | 33秒898   |
| 10月17日 | 舉重   | 女子48公斤級總成績  | 王明娟 | 湖南   | 220公斤   |
| 10月17日 | 舉重   | 女子48公斤級抓舉    | 王明娟 | 湖南   | 99公斤    |
| 10月17日 | 舉重   | 女子48公斤級挺舉    | 王明娟 | 湖南   | 121公斤   |
| 10月17日 | 舉重   | 女子53公斤級總成績  | 李萍   | 湖南   | 235公斤   |
| 10月17日 | 舉重   | 女子53公斤級抓舉    | 李萍   | 湖南   | 132公斤   |
| 10月17日 | 舉重   | 女子53公斤級挺舉    | 李萍   | 湖南   | 103公斤   |
| 10月17日 | 游泳   | 男子400米混合泳     | 黃朝升 | 湖南   | 4分12秒53 |
| 10月17日 | 游泳   | 女子400米混合泳     | 李玄旭 | 湖南   | 4分30秒43 |
| 10月18日 | 游泳   | 女子100米蝶泳       | 劉子歌 | 上海   | 56秒07    |
| 10月18日 | 游泳   | 女子400米自由泳     | 陈倩   | 山東   | 4分2秒35  |
| 10月18日 | 游泳   | 男子4x100米自由泳   |        | 北京   | 3分15秒50 |
| 10月20日 | 游泳   | 女子200米混合泳     | 齐晖   | 浙江   | 2分08秒32 |
| 10月20日 | 自行車 | 男子4公里團體追逐賽 |        | 山東   | 4:07.507  |
| 10月21日 | 游泳   | 女子200米蝶泳       | 劉子歌 | 上海   | 2分1秒81  |
| 10月22日 | 游泳   | 女子200米蛙泳       | 解放軍 | 上海   | 2分21秒37 |
| 10月23日 | 舉重   | 男子56公斤級挺舉    | 龍清泉 | 湖南   | 169公斤   |
| 10月23日 | 舉重   | 男子56公斤級總成績  | 龍清泉 | 湖南   | 302公斤   |
| 10月23日 | 游泳   | 女子800米自由泳     | 陈倩   | 山東   | 8分20秒36 |
| 10月24日 | 舉重   | 男子69公斤級總成績  | 廖輝   | 湖北   | 358公斤   |
| 10月26日 | 田徑   | 男子三級跳          | 李延熙 | 河北   | 17.59米   |

- 全國紀錄﹕

| 日期     | 專項   | 專項                  | 運動員 | 代表團 | 成績      |
| -------- | ------ | --------------------- | ------ | ------ | --------- |
| 10月17日 | 自行車 | 女子女子500米計時賽   | 李雪妹 | 河北   | 33秒898   |
| 10月17日 | 舉重   | 女子48公斤級總成績    | 王明娟 | 湖南   | 220公斤   |
| 10月17日 | 舉重   | 女子48公斤級抓舉      | 王明娟 | 湖南   | 99公斤    |
| 10月17日 | 舉重   | 女子53公斤級總成績    | 李萍   | 湖南   | 235公斤   |
| 10月17日 | 舉重   | 女子53公斤級抓舉      | 李萍   | 湖南   | 132公斤   |
| 10月17日 | 舉重   | 女子53公斤級挺舉      | 李萍   | 湖南   | 103公斤   |
| 10月17日 | 游泳   | 男子400米混合泳       | 黃朝升 | 湖南   | 4分12秒53 |
| 10月17日 | 游泳   | 女子400米混合泳       | 李玄旭 | 湖南   | 4分30秒43 |
| 10月18日 | 游泳   | 女子100米蝶泳         | 劉子歌 | 上海   | 56秒07    |
| 10月18日 | 游泳   | 男子100米蛙泳         | 陳智游 | 雲南   | 1分0秒73  |
| 10月18日 | 游泳   | 女子400米自由泳       | 陈倩   | 山東   | 4分2秒35  |
| 10月18日 | 游泳   | 男子4x100米自由泳     |        | 北京   | 3分15秒50 |
| 10月20日 | 游泳   | 女子200米混合泳       | 齐晖   | 浙江   | 2分08秒32 |
| 10月20日 | 自行車 | 男子4公里團體追逐賽   |        | 山東   | 4:07.507  |
| 10月21日 | 游泳   | 女子200米蝶泳         | 劉子歌 | 上海   | 2分1秒81  |
| 10月22日 | 游泳   | 女子200米蛙泳         | 解放軍 | 上海   | 2分21秒37 |
| 10月23日 | 舉重   | 男子56公斤級挺舉      | 龍清泉 | 湖南   | 169公斤   |
| 10月23日 | 舉重   | 男子56公斤級總成績    | 龍清泉 | 湖南   | 302公斤   |
| 10月23日 | 游泳   | 男子100米蝶泳         | 周嘉威 | 廣東   | 51秒24    |
| 10月23日 | 游泳   | 女子800米自由泳       | 陈倩   | 山東   | 8分20秒36 |
| 10月24日 | 舉重   | 男子69公斤級總成績    | 廖輝   | 湖北   | 358公斤   |
| 10月26日 | 田徑   | 男子三級跳            | 李延熙 | 河北   | 17.59米   |
| 10月26日 | 游泳   | 男子4×100米混合泳接力 |        | 廣東   | 3分34秒69 |

### 平紀錄
- 世界紀錄﹕
- 亞洲紀錄﹕

| 日期     | 專項 | 專項            | 運動員 | 代表團 | 成績      |
| -------- | ---- | --------------- | ------ | ------ | --------- |
| 10月23日 | 游泳 | 女子800米自由泳 | 陈倩   | 山東   | 8分20秒36 |

- 全國紀錄﹕

| 日期     | 專項 | 專項            | 運動員 | 代表團 | 成績      |
| -------- | ---- | --------------- | ------ | ------ | --------- |
| 10月23日 | 游泳 | 女子800米自由泳 | 陈倩   | 山東   | 8分20秒36 |

## 对济南的影响
十一运会的在济南的召开成为了这座城市进一步发展的契机。除了提高济南的知名度和城市影响力外，全运会也带动了当地旅游业的发展。同时，全运会为济南吸引来了许多海外华商的投资，带动了城市对外经贸的发展。
为了迎接全运会，济南的许多马路街道都进行了改造，再加上政府的大力治理措施，济南市的生活环境得到了极大改善，整座城市面貌焕然一新。许多济南人认为全运会使得济南提高了整整一个档次。

## 争议
- 於1月4日進行的速度滑冰男子10000米決賽，黑龍江運動員宋興波因不滿觀眾的言語，向在場觀眾豎中指[122]。結果，宋興波被判停賽一年[123]。此事件被傳媒稱為「中指門事件」。
- 4月5日，吉林運動員韓佳良因在男子全能3000米賽事惡意犯規，除被判黃牌後，並被取消所有比賽成績[124]。
- 本屆全運會的游泳項目預賽於4月舉行，而全運會於10月。據廣州日報报道，有運動員因避免於7月被國家隊招去參加世界錦標賽，而打亂全運會的備戰計畫，降低其於全運會贏得獎牌的機會，故於預賽中未盡全力出賽[125]。
- 現代快報報道有博彩公司為全運會女足預賽開盤。中國女足教練商瑞华表示此事不可思議[126]。
- 4月24日的女足預賽，新疆隊在對北京隊的賽事中，因不滿裁判的判決，兩度毆打裁判。中國足協官員郑超勇表示要對新疆隊的行为嚴加厲治[127]。翌日，中國足協宣佈涉案的兩名教練與10名球員禁止參加之後的全運會賽事[128]。
- 7月26日，北京與天津於男子足球甲組的最後一場小組賽對壘，賽事中天津三人被判紅牌離場，至補時階段，天津門將企圖罷賽，終被阻止。其後，判裁何志彪嗚笛完場，天津球員郝腾蛟追擊何氏150米，最終被衛警制服[129]。事後，天津隊領隊表示歉意，中國足協則宣佈會對天津做出處分[130]。翌日，中國足協宣佈取消天津隊的成績﹔對天津隊負責人尹怡與教練組作內部調查﹔下令疑涉案球員於一日提交報告，並會對有關球員作進一步處分[131][132]。7月30日，中國足協公佈處分﹕其中8位球員停賽三年至五場賽事不等，多次指責判裁的赵世桐則被終生禁賽[133]。
- 9月9日，全运会跆拳道比赛在山东滕州市开始举行，浙江省跆拳道队由于在选赛时取得了优异的成绩，因此决赛阶段的比赛更加让人期待。然而，在跆拳道项目首日比赛后，浙江省跆拳道队教练庞海远便因“身体原因”提前返回浙江。回到家中不久便跳楼自杀。有媒体认为她的自杀与“金牌内定”和“政绩全运”有关。[134]
- 10月14日，十一运女子跳床比赛结束，2008奥运冠军何雯娜仅取得第5名的成绩。赛后在接受记者采访时，何雯娜说：“我不意外吧，我早就知道金牌会属于谁，打分项目，就这样吧。”而当记者再进一步追问，“能具体说一下‘打分项目’是什么意思时”，何雯娜回答说“你们知道就是了”[135]。部分媒体认为何雯娜的言语揭示了部分全运金牌可能存在赛前内定的现象。但是当晚她回到运动村后。教练就来到她的房间询问她说过什么，在这种情况下，当天深夜，何雯娜马上否认自己曾抱怨裁判。“我当时说的"注定"，是讲我知道自己注定拿不到金牌了。因为我并不在最好状态，对手的实力本来就非常强，我拿不到金牌是很正常的。”[136]

## 禁藥醜聞
本屆全運會爆出四宗禁藥醜聞。河南賽艇手郭林娜被發現尿液樣本呈陽性，有服食興奮劑之疑。賽會宣佈郭林娜的個人賽及雙人賽、四人賽的成績均會被取消，並有可能被禁賽4年。
內蒙古射擊運動員栗傑興奮劑檢查呈陽性反應，賽會決定取消栗傑十一運會全部比賽成績，並取消內蒙古自治區体育代表團十一運會體育道德風尚奬評選資格；給予內蒙古代表團全國體育系統内通報批評，並通報其上級主管單位；進一步的處罰將根據國家體育總局的有關規定由相關部門作出。
在女子100米短跑贏得金牌的福建運動員王靜被發現使用興奮劑，賽會宣佈取消其金牌。田管中心翌年宣佈她會面臨4年的停賽。
舉重男子105公斤以上級銀牌得主遼寧選手東峰的興奮劑檢測呈陽性，被國家體育總局取消其第二名資格，並取消遼寧省體育代表團十一運會體育道德風尚獎，給予遼寧省代表團全國體育系統内通報批評，並通報其上級主管單位，進一步的處罰將根據國家體育總局的有關規定由相關部門做出。